# علمدار مصطفى باشا
علمدار مصطفى باشا قائد عسكري عثماني وصدر أعظم (رئيس الوزراء)، ولد في مدينة خوتين (Khotyn)  الأوكرانية عام 1765م، وكانت تحت الحكم العثماني.